# Cvrčak (1992.)
Cvrčak je hrvatski animirani film. Snimljen je po scenariju Dušana Gačića. Gačić je režirao film. Za scenarij se poslužio motivima književnog opusa hrvatskog pjesnika Vladimira Nazora o moru, otocima i našim ljudima u primorskim krajevima. Proizvođač je Filmoteka 16 iz Zagreba. Namijenjen je za djecu i mladež osnovne i srednje škole. Na kameri je bio Tomislav Gregl. Montirala je Dubravka Premar. Glazba je djelo Arsena Dedića. Film je snimljen tehnikom ST 35 mm color. Animatori su bili Stiv Šinik (Stiv Cinik) i Dušan Gačić. Scenografija je djelo Dušana Gačića. Film je objavljen 1992. godine. Dužina vrpce je 207 metara. Film traje 7 minuta i 32 sekunde.